# 本位貨幣

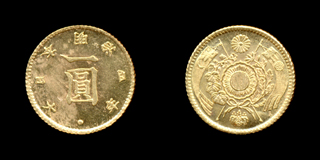
日本の本位貨幣（原貨）
旧1円金貨・明治4年銘

本位貨幣（ほんいかへい）は、その国の貨幣制度が金、もしくは銀に裏づけされている場合（金本位制・銀本位制）に、その平価に相当する一定量の貴金属を含み、実質価値と標記額面との差の無い貨幣のことである。正貨（せいか）とも呼ばれる。貨幣とは本来はこの本位貨幣を表すことばである。これに対して本位貨幣以外の非鋳貨は、貨幣の代用物として、「通貨」と読んで区別してきたが、銀行券の本位貨幣への兌換性が失われた今日では貨幣と通貨は重複した意味で用いられる場合が多い。また、硬貨という言葉は通常コインという意味で使われるが、経済学ではハードカレンシーの訳語として、国際決済通貨や、本位貨幣のことを表す場合がある。紙幣であっても裏付とされる貴金属への交換が保証されているものは本位貨幣の一種である。

## 概要
本位貨幣はその国内における最終支払手段として形成される貨幣体系の基本に位置している確定貨幣であるため、本位貨幣と相対する補助貨幣と異なり使用枚数などの制限の無い無制限通用力を有しているので、「無制限法貨」と呼ばれる。また、本位貨幣は自由鋳造、自由融解が認められている。実際には本位貨幣は流通に十分な量が確保できない場合もあり、この本位貨幣との兌換を前提とした銀行券（兌換紙幣）が発行される。
元来、商品は自己の価値を自己の手で直接あらわすことが不可能であるため、特定の商品を目安としてそれとの価値の比較で価値を示した。その特定の商品が貨幣にあたり、その機能を「価値尺度機能」と称する。貨幣は原則的にはどのような商品でも良いが、価値の不変・分割・合成・携帯・貯蔵が保証される商品でなければ万人に認められる貨幣とはなりにくい。貴金属、特に金や銀はこれらの要件を満たし、かつ流通量もあることから貨幣として採用され、その価値尺度機能を基にして様々な商品の価値、すなわち価格が決定された。貨幣として採用される金もしくは銀（場合によってはその両方）にはあらかじめ特定の価格に対して示される一定量を価値尺度としての標準として規定する必要があった。その規定が本位であり、本位によって秩序付けられ体系化された貨幣制度を本位制度（ほんいせいど）と呼ぶ。国家が本位制度に基づいて鋳造を行い、実質的内容がある貨幣がその国の本位貨幣となるのである。こうした貴金属の一定量によって本位を規定する制度を拘束本位制度と呼び、この制度における本位貨幣の額面価値と素材価値は合致している「完全通貨」であるのが原則である。「完全通貨」であれば、本位貨幣と同量同質の地金の価値は同一であり、なおかつ地金の市場価値と法定価値の一致を政府が保証しなくてはならない。また、鋳造の際に生じる誤差の許容範囲を定めた「公差」と流通に伴う磨耗の許容範囲を定めた「通用最軽量目」が設定されている。これは額面価値が同一であるにもかかわらず、素材価値が異なる貨幣が流通することで、相対的に素材価値の高い貨幣が流通から姿を消すというグレシャムの法則を回避するための最低限の誤差である。これに対して、特定の財貨の一定量によって規定することをしない制度を自由本位制度と呼ぶ。自由本位制度の場合には紙幣が本位貨幣になっている場合が多い。
本位貨幣を一国の貨幣単位の基本として、補助貨幣・兌換紙幣・各種信用における貨幣の代用物から構成される貨幣秩序の体系を「本位貨幣制度」（monetary standard system）と称する。ただし、それぞれの国の経済状況などから本位貨幣制度も複雑である。金貨・銀貨ともに本位貨幣とする複本位制や金貨の自由鋳造は認めるが銀貨には制限を加える跛行本位制、一定量の金地金そのものを本位貨幣とする金地金本位制、他国の本位通貨である金貨をそのまま本位貨幣として採用する金為替本位制など複数の仕組が存在している。
また、本位貨幣制度とは別に「本位通貨制度」（currency standard system）という概念も存在する。これは流通している通貨の形態の観点から論じたものである。金本位制の国家の例を用いると、鋳造されている金貨がそのまま通貨として通用する金貨本位制度、金は貨幣として認められているが通貨機能を持つ金貨が鋳造されていない金核本位制度、一定量の金地金そのものを本位貨幣とするかそれに代わる通貨の機能が金地金への兌換によってこれが保証されている金地金本位制度（金塊本位制度）、他国の本位通貨である金貨をそのまま本位貨幣として採用して金為替への兌換によってこれが保証されている金為替本位制度がある。金本位制ではなく管理通貨制度では不換紙幣が本位通貨となるため紙幣本位制度（paper standard system）と称する。

## 自由鋳造・自由融解
自由鋳造、自由融解（free coinage, free fusing）とは、地金の鋳貨化・鋳貨の地金化の自由を指すが、ここでいう自由とは政府以外の誰にでも硬貨の鋳造権が与えられているという意味ではなく、地金の所有者が政府に対して手持の地金を相当額の鋳貨と交換もしくは鋳造による貨幣への作り直しを要求する権利の自由化を指す。一方、自由融解は、本位貨幣を自由に鋳つぶして地金にする権利があることを言う。
政府及び民間人が旧金貨、外国金貨、あるいは金地金を造幣局に持ち込み金貨の鋳造を依頼すれば、一定の手数料の下本位金貨に鋳造され交付された 。

## イギリス
イギリスでは1816年に法的に世界で最初に金本位制が採用され、ソブリン金貨と呼ばれる本位金貨が鋳造され流通した。イギリスの金保有高はそれほど高くは無かったものの、当時の産業・金融はイギリスの一国優勢のもとにあり、多国間の金融決済機能がイギリスの首都ロンドンに集まっていたこと、広大な植民地から地金や各国通貨を集積する金融システムが確立していたために安定しており、20世紀初頭までに世界各国がイギリスとの取引を念頭に置いた金本位制を採用した。2度の世界大戦や世界恐慌による金本位制の一時中断を経て、第2次世界大戦後はIMFのもとでアメリカを中心としたブレトン・ウッズ体制と呼ばれる仕組を打ち立てたが、1971年のニクソンショックによって崩壊し、本位貨幣制度は崩壊して管理通貨制度・変動相場制へと移行した。なお、ソブリン金貨は現在も発行されているが、もはや本位金貨としての役目は終え、地金型金貨としての発行である。

## 日本
日本では日米和親条約締結後に、大量の金流出問題が起きている。これは諸外国と日本の金銀の交換比率が異なる事が主な原因であるが、本位貨幣の概念が無かった当時の日本において、無理矢理本位貨幣の概念をあてはめて、日本貨幣と海外貨幣の交換比率を定めた事も原因である。やむなく幕府は貨幣の改鋳によって対処する事になる。
新貨条例により1871年から発行された旧金貨の1、2、5、10、20円と、貨幣法により金平価を半減した新金貨の5、10、20円がある。いずれも通貨の単位及び貨幣の発行等に関する法律施行に伴い1988年3月31日限りで廃止となった。
新貨条例では原貨である一円金貨幣の純金量は1.5メトリックガラムと規定され、貨幣法では「純金ノ量目二分（750ミリグラム）ヲ以テ価格ノ単位ト為シ之ヲ圓ト称ス」と金平価が明記された。
新貨条例において、「本位とは貨幣の主本にして他の準拠となるものなり。故に通用の際に制限を立るを要せす。尤も一円金を以て本位中の原貨と定むるとは、就中一円金を以て本位の基本を定め、他の四種の金貨も都て標準を一円金に取れはなり」と定義している。
また1878年5月27日の太政官布告では一円銀貨が本位金貨と等価に国内でも無制限通用が認められ、1898年4月1日限りで通用停止となるまで事実上の本位貨幣となった 。